# 오순태
오순태(1979년 1월 13일 ~ )은 대한민국의 배우이다.

## 학력
- 청주대학교 연극영화과 학사

## 출연작

### 영화
- 《기묘한 가족》 (2019년) - 마을장정 2 역
- 《상류사회》 (2018년) - 소장 역
- 《다른 길이 있다》 (2017년) - 트럭 운전사 역
- 《황구》 (2014년) - 한구 아빠 역
- 《인간중독》 (2014년) - 특수 부대원 2 역
- 《간첩》 (2012년) - 야구 해설가 역
- 《이끼》 (2010년) - 김 수사관 역
- 《시크릿》 (2009년) - 감식반 역
- 《인사동 스캔들》 (2009년) - 도박꾼 역
- 《울학교 이티》 (2008년) - 조바놈 역
- 《신기전》 (2008년) - 오초 역
- 《전설의 고향》 (2007년) - 춘삼 역
- 《숨》 (2007년) - 덩치 죄수 역
- 《해바라기》 (2006년) - 홍 사장 역
- 《거룩한 계보》 (2006년) - 주방장 역
- 《우리들의 행복한 시간》 (2006년) - 떡대 역
- 《아이스케키》 (2006년) - 썬글남 역
- 《공필두》 (2006년) - 덩치 역
- 《창공으로》 (2006년) - 박희중 역
- 《연리지》 (2006년) - 덩치남 2 역
- 《흡혈형사 나도열》 (2006년) - DHL 기사 역
- 《싸움의 기술》 (2006년) - 용국 역
- 《잠복근무》 (2005년) - 갈치 역
- 《까불지마》 (2004년) - 야수 꼬봉 1 역
- 《아라한 장풍대작전》 (2004년) - 휴대폰 남 역
- 《그녀를 믿지 마세요》 (2004년) - 온천 안내원 역
- 《올드보이》 (2003년) - 철웅 부하 역
- 《4발가락》 (2002년) - 해태 부하 역
- 《추석》 (2002년) - 큰사위 역
- 《마지막 방위》 (1997년) - 기건 역

### 드라마
- 《신성한, 이혼》 (2023년, JTBC) - 지은의 동거남 역
- 《힘쎈여자 도봉순》 (2017년, JTBC) - 불곰 역
- 《맨몸의 소방관》 (2017년, KBS2)
- 《미안해》 (2016년, 웹드라마) - 오두원 역
- 《미세스 캅》 (2015년, SBS)
- 《실종느와르 M》 (2015년, OCN) - 김성태 역
- 《오늘부터 사랑해》 (2015년, KBS2) - 사내 역
- 《달려라 장미》 (2014년, SBS) - 사채업자 역
- 《전설의 마녀》 (2014년~2015년, MBC) - 심부름꾼 역
- 《엄마의 정원》 (2014년, MBC) - 백수건달 역
- 《트로트의 연인》 (2014년, KBS) - 조폭 역
- 《트라이앵글》 (2014년, SBS) - 왕배 역
- 《감격시대: 투신의 탄생》 (2014년, KBS2) - 오모가리 역
- 《특수사건 전담반 TEN 2》 (2013년, OCN) - 정남수의 감방동기 역
- 《로맨스가 필요해 2012》 (2012년, tvN) - 주열매의 맞선남 역
- 《히트》 (2007년, MBC)